# 1812 год в истории железнодорожного транспорта
1812 год в истории железнодорожного транспорта

## События

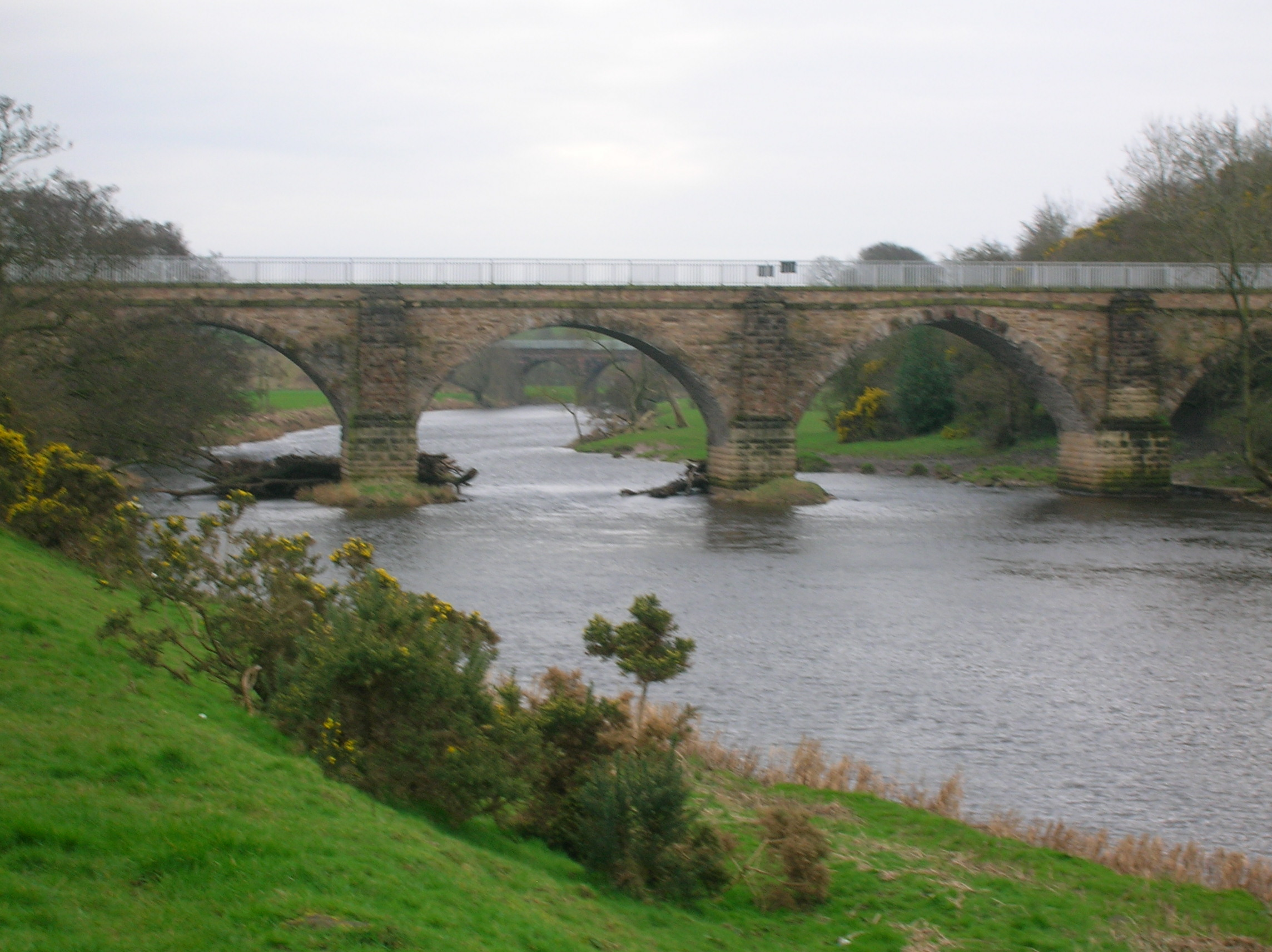
Виадук на железной дороге Килмарнок — Трун.

- 6 июля — Железная дорога Килмарнок — Трун стала первой доступной для общественности железной дорогой, открывшейся в Шотландии. Линия имела длину 16 километров с двумя путями и колеёй 1219 мм и работала на гужевой тяге. Желеная дорога перевозила уголь и была спроектирована Уильямом Джессопом[англ.][1].
- 12 августа — Миддлетонская железная дорога, перевозившая уголь в Лидсе, Англия, стала первой железной дорогой, которая стала использовать паровоз на постоянной основе, локомотив Саламанка[2].

## Новый подвижной состав
Мэттью Мюррей построил паровоз Саламанка.

## Персоны

### Родились
- 23 декабря — Сэмюэл Смайлс, Британский писатель, биограф, управляющий железных дорог.